# Лукуга
Луку́га (фр. Lukuga) — река в Демократической Республике Конго, правый приток Луалабы, единственная река, вытекающая из озера Танганьика. Площадь бассейна — 244 500 км².

## География
Лукуга вытекает из озера Танганьика на северной окраине Калемие, центра провинции Танганьика, и течёт вдоль северного края плато Катанга на запад, впадая в Луалабу между городами Кабало и Конголо.

## Гидрология
Лукуга представляет большой интерес для гидрологов, так как объём воды, которую река несет из озера, значительно изменяется время от времени. Речной сток является самым большим в мае и наименьшим в ноябре, соответствуя сезонным колебаниям уровня воды в озере. Река очень чувствительна к долгосрочным изменениям климата, таким как неолитический субплювиал. С 1965 года сток имеет тенденцию к увеличению, хотя полный отток реки Конго в этот же период времени уменьшается.
Так как весь сток Танганьики осуществляется через Лукугу, основным притоком может считаться река Рузизи.

## Природа
Бассейн Лукуги в основном занимают экваториальные влажные джунгли. В реке в больших количествах обитают гиппопотамы и крокодилы, на берегах гнездится множество птиц. Считается, что Лукуга относительно позднего происхождения и до её образования весь расход воды в озере Танганьика осуществлялся, по-видимому, только за счёт испарения.
Высказывается также идея относительно того, что именно через воды Лукуги многие виды животных и рыб бассейна реки Конго достигли озера и существенно потеснили сложившуюся в нём древнюю и эндемичную фауну.

## Мосты
Через Лукугу построены 3 моста. Самый старый — недалеко от истока, в северной части Калемие, является продолжением идущего через весь город бульвара Лумумбы. Во время президентства Мобуту были построены сначала железнодорожный мост на участке между Кабало и Конголо, а затем автомобильный, который должен был соединять Конголо с восточными районами страны. Частью этого масштабного проекта должен был стать ещё один автомобильный мост через Лукугу, на строившемся шоссе в направлении границы с Руандой и Бурунди. Но гражданский конфликт в Конго и вторая конголезская война помешали осуществлению этого проекта, трасса осталась незавершённой, а к строительству моста так и не приступили, хотя шоссе подходит к реке с обеих сторон.

## История европейских исследований
Первым предположение о существовании речного стока из озера Танганьика выдвинул Д. Ливингстон. Первым из европейцев истока Лукуги достиг в мае 1874 года В. Кэмерон. Он же установил, что Лукуга является единственным стоком Танганьики. Кэмерон попытался также проплыть по реке, с целью установить, впадает ли она в Луалабу, но не смог уговорить сопровождать его африканца-проводника. Открытие Лукуги и попытку сплава по ней Кэмерон описал в своей книге «Пересекая Африку» (англ. Across Africa, 1876; русское изд. 1981).
В 1879 году очередную попытку проплыть по течению реки предпринял Д. Томсон, но она тоже оказалась неудачной из-за враждебности местного населения.
Наконец, в 1882 году комплексное изучение Лукуги провёл немецкий исследователь Герман фон Виссман. Свои путешествия он описал в книге «Внутри Африки» (нем. Im Innern Afrikas, 1888).